# Polythlipta maculalis
Polythlipta maculalis là một loài bướm đêm trong họ Crambidae.